# 桜井彩美
桜井 彩美（さくらい あやみ、1981年11月17日 - ）は、日本のAV女優。

## 出演作品

### アダルトビデオ
2002年
- Gバースト 桜井彩美（6月28日、アリスJAPAN）
- 乳いじめ 桜井彩美（7月30日、アリスJAPAN）
- Busty-made Lady 桜井彩美（8月27日、アリスJAPAN）
- 爆乳エンジェル 桜井彩美（9月28日、クリスタル映像）
- おっきなおっぱい(3)（10月23日、サクセス・ビデオ・コミュニティ）
- 家庭教師でごめんね 桜井彩美（10月26日、クリスタル映像）
- A級乳犯 桜井彩美（11月30日、クリスタル映像）
- A級乳犯DX 4（12月13日、クリスタル映像）
- 爆乳ゲリラ 桜井彩美（12月21日、クリスタル映像）
- 無限猥褻（12月25日、サクセス・ビデオ・コミュニティ）

2003年
- エロ乳痴女（1月25日、クリスタル映像）
- 東京発情ギャル。No.1（2月21日、アリーナエンターテイメント）
- 桜井彩美 おっぱいパラダイス（2月28日、アトラス）
- Gカップ召使い 桜井彩美（3月16日、宇宙企画）
- 堕天使X 桜井彩美（4月11日、宇宙企画）
- おっぱい天国への階段 ～胸いっぱいの愛を!!ボイ～ンボイ～ン・ボボボイ～ンCollection（6月4日、SODクリエイト）
- ボディコン熟女～癒しの快楽6美人～ 5（6月25日、マドンナ）
- ノーカット バリューパック!! 桜井彩美（2月14日、アリスJAPAN）乳いじめ、G-BURST、Busty-made Ladyの3作品を収録
- 桜井彩美 Re-MIXスペシャル（2月28日、クリスタル映像）Gカップ召使い、堕天使Xを収録
- おっぱいパラダイス 桜井彩美（3月21日、アトラス21）
- Double UNiTED 桜井彩美（4月18日、クリスタル映像）爆乳ゲリラ、エロ乳痴女を収録
- 桜井彩美の超高級ソープ嬢（6月5日、SODクリエイト）
- 爆乳ウェポン 桜井彩美（6月10日、SAMM）
- ウルトラ ミックス 桜井彩美（6月19日、宇宙企画）爆乳エンジェル、家庭教師でごめんね、A級乳犯 を収録
- 桜井彩美のおっぱいムギュ!.（7月19日、SODクリエイト）
- 巨乳240分 2（7月23日、宇宙企画）オムニバス作品
- 僕だけの女教師ペット 桜井彩美（8月16日、SODクリエイト）
- 騎ってイッた女たち（8月19日、アトラス21）オムニバス作品
- [A級]単体生撮り スカウティングレポート（8月16日、SODクリエイト）
- wild strawberries 極めるぜ! 桜井彩美◆4時間（9月10日、ビデオバンク）
- 桜井彩美のあなたの願望かなえてあげる（9月19日、SODクリエイト）
- レイプGカップ お嬢様はSEX奴隷 桜井彩美（10月18日、SODクリエイト）
- 宇宙企画 THE BEST EPISODE 2003（10月30日、宇宙企画）
- 潮吹きFUCK G-7 PART7（11月6日、クリスタル映像）
- 騎乗位童貞狩り 桜井彩美（11月20日、SODクリエイト）
- 手コキ☆淫語☆フェラ+アフレコ淫語（11月20日、SODクリエイト）
- Oasis THE BEST（11月28日、クリスタル映像）オムニバス作品
- 2003年第三期（7月～9月）SOD作品集（12月4日、SODクリエイト）オムニバス作品
- CRYSTAL THE BEST 2003 1st.（12月12日、クリスタル映像）オムニバス作品
- 潮吹きFUCK G14 PART.3（12月19日、クリスタル映像）オムニバス作品
- 顔面シャワーエレクト10 Part26（12月25日、クリスタル映像）オムニバス作品

2004年
- まるごと桜井彩美（1月8日、SODクリエイト）
- アリスJAPAN2004（1月16日、アリスJAPAN）
- ATLAS ACTRESS COLLECTION 240（1月21日、アトラス）
- Re-MIX THE BEST 2（1月30日、クリスタル映像）オムニバス作品
- 超高級ソープ嬢 レクチャー編スペシャル 巨乳バージョン（3月4日、SODクリエイト）
- ザ 爆乳Bomb 4時間（3月10日、ビデオバンク）オムニバス作品
- 騎乗位MAX（3月18日、SODクリエイト）オムニバス作品
- 後背位MAX（3月18日、SODクリエイト）オムニバス作品
- THE 筆おろし作品集 理想の童貞喪失マニュアル（4月3日、SODクリエイト）オムニバス作品
- デジモベストセレクション VOL.7 パイズリ編（4月15日、SODクリエイト）
- 元祖 デマンドの種 アダルトバラエティ決定版（5月3日、SODクリエイト）
- SOD年鑑 2004年第1期（1月～3月）作品集（6月4日、SODクリエイト）オムニバス作品
- 女教師MAX（6月17日、SODクリエイト）オムニバス作品
- 爆乳コラボレーション（7月15日、MOODYZ）
- ソフトオンデマンド 特選女優名鑑 第三巻 さ行 永久保存版（8月5日、SODクリエイト）オムニバス作品
- 98cm Gカップ！！ 爆乳変態マダム 桜井彩美（8月15日、MOODYZ）
- 巨乳×爆乳 GRANDPRIX SPECIAL 6（8月20日、クリスタル映像）オムニバス作品
- 男喰い痴女病棟 ～淫乳女医と変態ナースの秘密痴療～（9月15日、MOODYZ）
- 宇宙企画COMBO!4時間 コスプレ編（9月24日、宇宙企画）オムニバス作品
- 巨乳淫縛 桜井彩美（10月22日、シネマジック）
- 僕だけの女教師ペット Super Edition 2（11月18日、SODクリエイト）オムニバス作品

2005年
- 悶絶!爆乳娘4時間!（1月14日、アリスJAPAN）
- 爆乳メガファック!!!（2月15日、h.m.p）オムニバス作品
- 巨乳淫縛（3月25日、シネマジック）
- 巨乳!パイズリ!デジタルモザイクBEST（4月1日、MOODYZ）オムニバス作品
- 人妻自慰 マル秘投稿 3（7月25日、アウトビジョン）
- 堕天使 X vs 猥褻MAX 4時間DX（7月29日、宇宙企画）オムニバス作品
- 超高級ソープ嬢 スペシャル・ディスク VOL.1 The トリプル G-cup（8月4日、SODクリエイト）
- 宇宙企画 爆乳天使DX（9月11日、宇宙企画）オムニバス作品
- 宇宙企画COMBO!4時間 僕のいいなりメイド編（9月16日、宇宙企画）オムニバス作品
- 団地に棲む人妻たち 二十八（9月25日、マドンナ）
- 縄’04スペシャル M女のライセンス vol．2（10月21日、シネマジック）
- ～禁断の性～ 友達の母 35（11月25日、マドンナ）

2006年
- 宇宙企画COMBO!4時間 めがねっ娘編（4月28日、宇宙企画）
- 巨乳・爆乳・激乳 2時間（8月18日、宇宙企画）オムニバス作品

2007年
- アリスピンクファイル あの新基準モザイクで魅せる! 桜井彩美（2007年10月12日、アリスJAPAN）

2009年
- h.m.pがお贈りするムチムチ美女たっぷり100人12時間（12月21日、h.m.p）

2010年
- SOD的就職情報誌 仕事柄チ○ポを見なくてはいけない職業で、働く女 ～手コキ＆センズリのお仕事～（2010年11月4日、SODクリエイト）

2011年
- ザ ローションBomb 4時間（2月13日、h.m.p）オムニバス作品

### 成人映画
- 爆乳盗撮温泉（ネオリップス）

## 写真集
- ビタミンG（2002年7月、英知出版、撮影：藤田健五）ISBN 978-4754215330
- オウプ（2002年11月、彩文館出版、撮影：野川イサム）ISBN 978-4916115966